# Skævinge
Skævinge ist ein dänischer Ort mit 3014 Einwohnern (1. Januar 2025) im Norden der Insel Seeland. Bis 2006 war Skævinge der Verwaltungssitz der ehemaligen Skævinge Kommune.

## Geografie
Skævinge liegt im nördlichen Teil der Region Hovedstaden (dt. Hauptstadtregion) in der Hillerød Kommune und im Kirchspiel Skævinge Sogn. Der Ort befindet sich (Luftlinie) ungefähr 7 km nördlich von Slangerup, 10 km westlich von Hillerød, 10 km nordöstlich von Frederikssund sowie 38 km nordwestlich der Kopenhagener Innenstadt.
Umgeben von leicht hügeligem Terrain erstreckt sich die Siedlung auf einer Höhe von circa 9 bis 23 m.o.h. Der See Arresø liegt etwa 5 km nördlich von Skævinge und der Roskilde-Fjord ist in westlicher Richtung ungefähr 7 km entfernt.

## Geschichte
Erstmals urkundlich erwähnt wurde Skævinge unter dem Namen Skeping im frühen 13. Jahrhundert.
Eine Quelle von circa 1370 führt 15 Bauern auf, welche das Land bewirtschafteten und zumeist im Dienste des Bischofs standen. Um 1500 war der Großteil des heutigen Gemeindegebietes bischöflicher Besitz. Das restliche Land war teilweise Eigentum des Klosters Æbelholt und auch einiger Adliger. Nach der Reformation wurde das dänische Königshaus zum größten Besitzeigentümer in Skævinge.
In den 1780er Jahren zählte Skævinge mit 22 Höfen zu den größten Dörfern im Norden Seelands.
Mit der Inbetriebnahme des Bahnhofs 1897 wurde Skævinge an das Schienennetz angebunden. Durch diesen Schritt verzeichnete der Ort eine Vergrößerung, unter anderem im Gewerbesektor, und wuchs.
In den 1920er und 1930er Jahren wurden neue einfache Wohnhäuser errichtet. 1940 war ein Großteil der erwerbstätigen Bevölkerung der Siedlung in Industrie- und Handwerk beschäftigt, gefolgt von Landwirtschaft und Transportwesen. In den 1960er Jahren wurde Skævinge erweitert durch Einfamilienhäuser.
1970 wurde mit einer Kommunalreform die Skævinge Kommune gebildet aus den Gemeinden Skævinge-Gørløse, Strø und Lille Lyngby. Skævinge war der Verwaltungssitz jener Kommune bis zu einer weiteren Reform im Jahre 2006, als die Skævinge Kommune in die Hillerød Kommune eingegliedert wurde.
Im Jahre 2000 hatte Skævinge 1.646 Einwohner. Um die Jahrtausendwende gab es eine weitere Expansion durch Wohnungsbau im Ort.

## Kirche
Die Skævinge Kirke liegt nahe dem Ortskern im Nordosten von Skævinge. Das heutige Kirchengebäude, welches eine Holzkirche abgelöst hatte, besteht aus Backstein. Die ältesten Gebäudeteile, Kirchenschiff und Chor, stammen aus der Zeit um 1100. Das Waffenhaus wurde in der ersten Hälfte des 16. Jahrhunderts errichtet, der Kirchturm stammt aus dem Jahre 1614. In der Kirche gibt es Kalkmalereien aus dem 16. Jahrhundert.

## Verkehr
Der Bahnhof in Skævinge wurde im Jahre 1896 gebaut und am 31. Mai 1897 mit der Einweihung der Bahnstrecke Hillerød-Frederiksværk eröffnet. Jene Strecke wurde 1916 nach Hundested verlängert und die Haltestelle, wie auch die Bahnstrecke, ist heute noch in Betrieb. Das alte Bahnhofsgebäude wird nicht mehr in seiner ursprünglichen Funktion genutzt und befindet sich in Privatbesitz. Der Bahnhof war ein Drehort der Serie Die Leute von Korsbaek.
Es bestehen regelmäßige Busverbindungen nach Hillerød, Frederikssund und Hundested.

## Fotogalerie

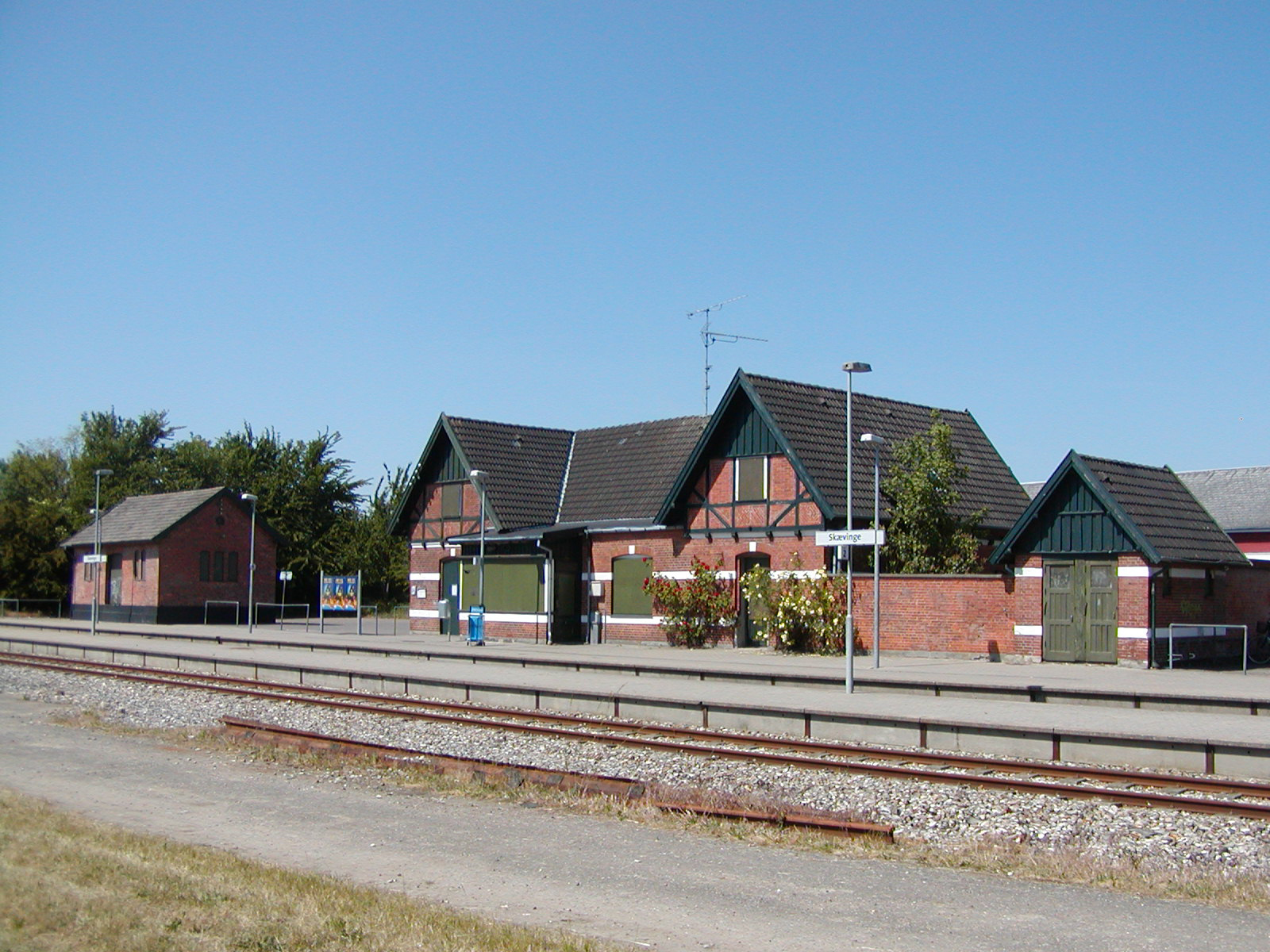
Bahnhof von Skævinge
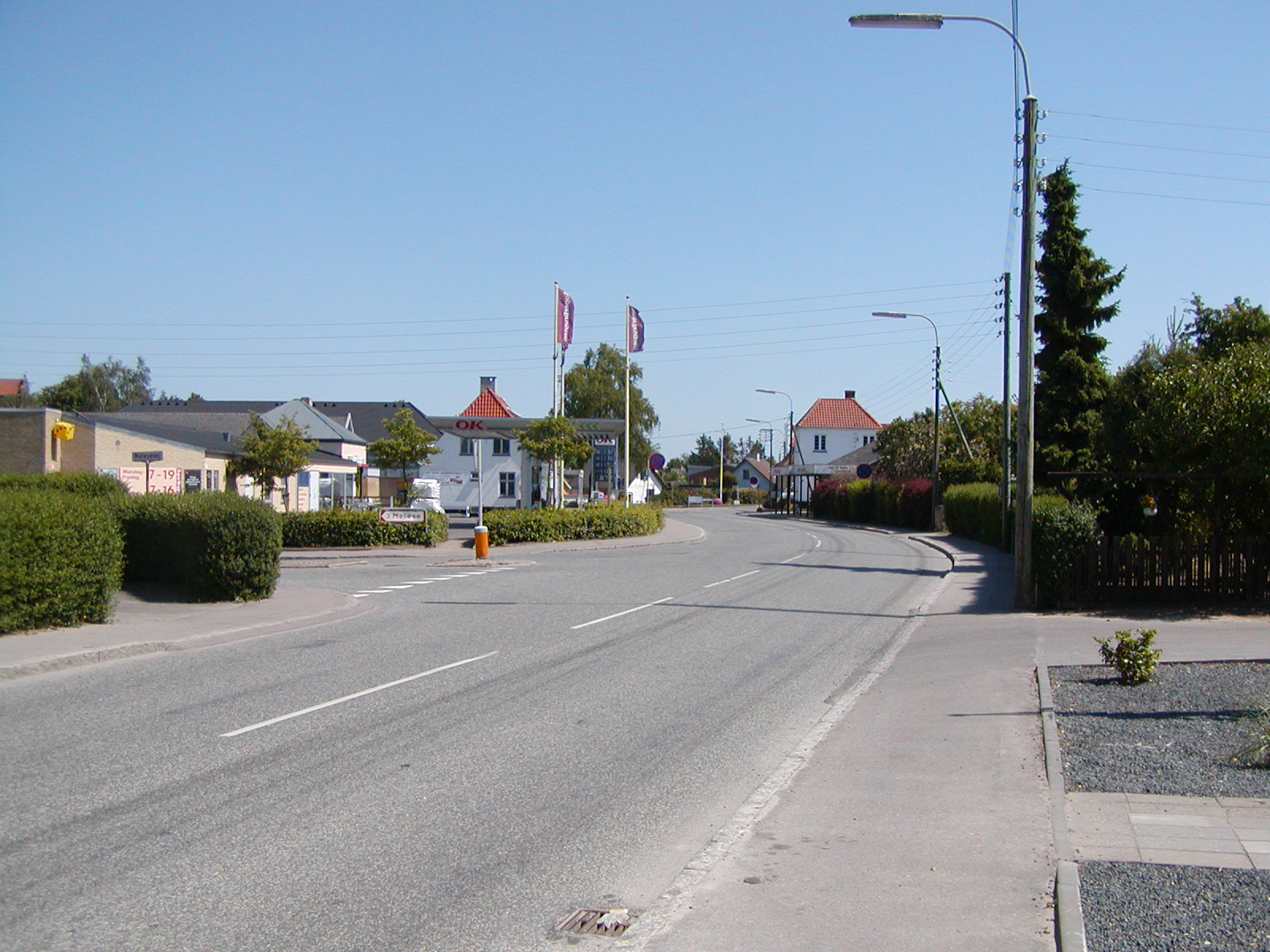
Hauptstraße im Ort